# Irina Molicheva
Irina Molicheva –en ruso, Ирина Моличева– (12 de noviembre de 1988) es una deportista rusa que compite en ciclismo en la modalidad de pista. Ganó una medalla de plata en el Campeonato Europeo de Ciclismo en Pista de 2014, en la prueba de persecución por equipos.

## Medallero internacional
| Campeonato Europeo | Campeonato Europeo      | Campeonato Europeo | Campeonato Europeo      |
| Año                | Lugar                   | Medalla            | Competición             |
| ------------------ | ----------------------- | ------------------ | ----------------------- |
| 2014               | Baie-Mahault ( Francia) | Medalla de plata   | Persecución por equipos |